# Нижнесаксонские диалекты Нидерландов

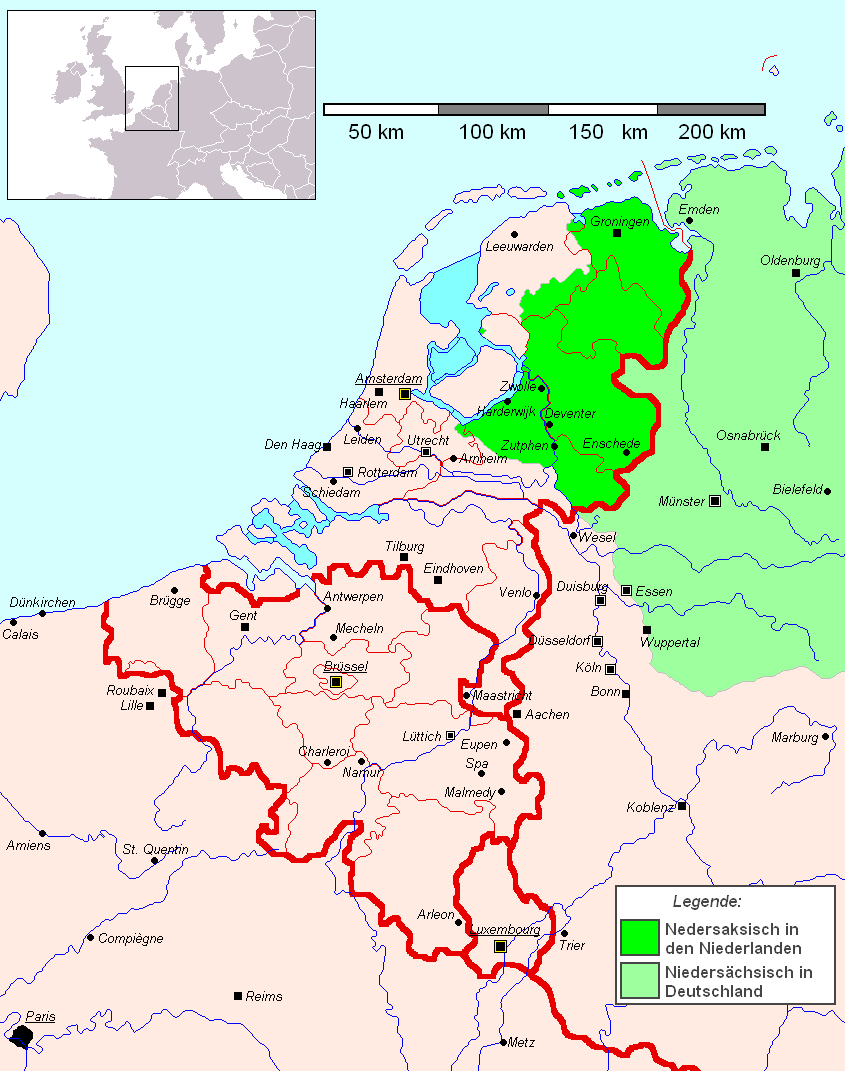
Область распространения нижнесаксонских диалектов в Нидерландах и прилегающих районах Германии

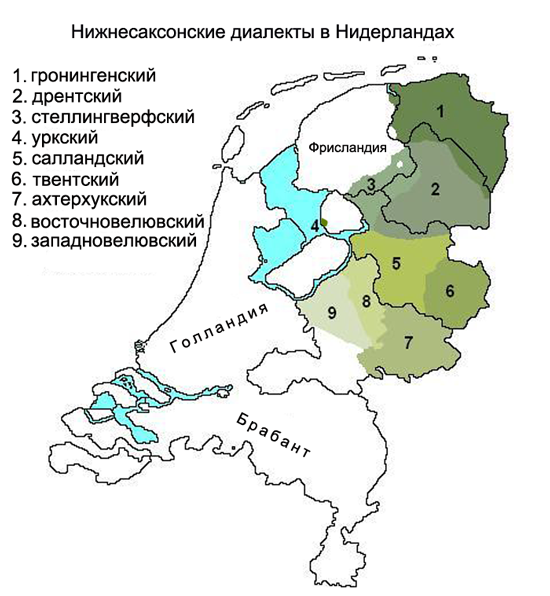
Ареал нижнесаксонских диалектов Нидерландов

Нижнесаксо́нские диале́кты Нидерла́ндов (нижненеме́цкие диалекты Нидерландов; самоназвание: Nederlaands Leegsaksisch, Nederduuts, Nedersaksisch; нидерл. Nederlands Nedersaksisch) являются непосредственным продолжением нижненемецких диалектов, распространённых в Северной Германии. Они распространены, в основном, в северо-восточной части страны, тогда как на остальной территории Нидерландов представлены нижнефранкские диалекты, большая часть которых включается в понятие нидерландский язык. Хотя с диахронической точки зрения нижнесаксонские диалекты Нидерландов являются просто продолжением средненижненемецкого языка, с синхронной этно-функциональной перспективы до последнего времени они являлись, скорее, диалектами нидерландского языка. В последнее время они получили статус региональных языков в соответствии с Европейской хартией региональных языков или языков меньшинств.
Общее число носителей нижнесаксонских диалектов в Нидерландов в 2005 году по результатам систематического анкетирования оценивалось в 1 млн. 605 тыс. человек, говорящих на них дома каждый день и 2 млн. 150 тыс. человек, понимающих какой-либо диалект (при общей численности населения чуть выше трёх миллионов).

## Классификация
На территории Нидерландов нижнесаксонские диалекты не образуют отдельной диалектной группировки, но относятся к нескольким наречиям, продолжающимся на территории Германии. Большинство диалектов близко вестфальскому наречию, особенно на юго-востоке территории. Северные диалекты сильно отличаются от остальных и гораздо ближе восточнофризскому диалекту (не путать с восточнофризским языком) на территории Германии, в Восточной Фризии.
Западнонижнесаксонское наречие (гронингенско-восточнофризское)
- вестерквартьерский диалект
  - коллюмерпомпский (помпский) говор
  - коллюмерландский
  - миддагландский
  - средне-вестерквартьерский
  - южно-вестерквартьерский
- гронингенско-северодрентский диалект
  - хогеландский говор
  - гронингенский городской
  - олдамбтский
  - венколониальский
  - вестерволдский
  - северодрентский

«Восточнонидерландское» наречие
- «дрентская группа диалектов»
  - стеллингверфский диалект
  - среднедрентский диалект
  - южнодрентский диалект

- велювский диалект
  - восточновелювские говоры
  - западновелювские говоры
- оверэйссельский диалект
  - салландские говоры
  - уркский говор

Вестфальское наречие
- твентско-ахтерхукский диалект
  - ахтерхукские говоры
  - (восточно-)твентские говоры
  - твентско-графсхапские говоры
    - вризенвенский говор (вьенс) — смешанный диалект фризских переселенцев деревни Вризенвен

Оверэйссельский диалект и ахтерхукские говоры объединяются часто в гелдерско-оверэйссельский диалект. Уркский и западновелювские говоры испытали сильное влияние голландского диалекта и в настоящее время являются фактически смешанными формами речи.